# 云台山 (南京)
云台山，是南京市江宁区的低山，因古云台寺而得名。山长5千米，总面积7.2平方千米，主峰海拔319米。东南麓有云台山抗日烈士陵园。